# 駐日コンゴ共和国大使館
駐日コンゴ共和国大使館（フランス語: Ambassade de la République du Congo à Japon、英語: Embassy of the Republic of the Congo in Japan）は、コンゴ共和国が日本の首都東京に設置している大使館である。
1996年6月に開設されるが、1998年1月に閉鎖。その後、2012年12月に再開された。

## 所在地
東京都大田区田園調布3丁目16-4

## 大使
2022年7月15日より、ベンジャマン・エヴァユル閣下が特命全権大使を務めている。